# Thái Ung
Thái Ung (chữ Hán: 蔡邕; 133－192), cũng gọi Sái Ung, biểu tự Bá Giai (伯喈), là một danh sĩ trứ danh vào cuối thời Đông Hán trong lịch sử Trung Quốc. Ông được biết đến không chỉ là một danh sĩ đương thời mà còn là phụ thân của nữ sĩ Thái Diễm (Thái Văn Cơ).

## Thời Hán Hoàn Đế
Thái Ung người quận Trần Lưu (nay là huyện Kỷ, Hà Nam, Trung Quốc), tổ Thái Huề (蔡攜), tự Thúc Nghiệp (叔業), cha là Thái Lăng (蔡棱), tự Bá Trực (伯直), mẹ Viên thị là em gái của Tư đồ Viên Bàng (袁滂). Thời trẻ Thái Ung thờ mẹ có hiếu. Sau khi mẹ qua đời, sống với chú và em họ. Lòng hiếu thảo của ông được mọi người khen ngợi. Thái Ung có tài học rộng, theo thụ giáo thầy Thái phó Hồ Quảng học kinh thuật và từ chương, thiên văn, âm luật, trở nên nổi tiếng về học thuật của mình.
Thời Hán Hoàn Đế, các hoạn quan Từ Hoàng, Tả Tá chuyên quyền. Nghe nói Thái Ung giỏi đánh đàn, họ bèn tâu lên Hán Hoàn Đế. Hoàn Đế bèn lệnh cho Thái thú quận Trần Lưu đốc thúc ông về Lạc Dương. Thái Ung không muốn làm quan nhưng không thể từ chối, đành phải lên đường. Do dọc đường trèo đèo lội suối vất vả, đi tới Yển Sư, ông cáo ốm và quay về.

## Thời Hán Linh Đế

### Sửa Lục kinh
Năm 170 thời Hán Linh Đế, Thái Ung lại được triệu vào cung làm việc cùng Từ đồ Kiều Huyền, được Kiều Huyền trọng dụng. Ít lâu sau ông được phong làm Hà Nam bình trưởng, Triệu bái lang trung, Hiệu thư Đông Quán, rồi thăng làm Nghị lang.
Tại Đông Quán có nhiều sách vở của triều đình, Thái Ung có điều kiện tiếp cận. Ung nhận thấy sách trong Đông Quán có nhiều sai sót do người đời trước có sự kiến giải khiên cưỡng gây hiểu lầm cho người sau, vì vậy ông muốn đính chính lại. Năm 175, cùng các đại thần Đường Khê, Mã Nhật Đê, Trương Thuần, Hàn Thuyết, Đan Lậu tâu lên Hán Linh Đế đề nghị đính chính lại văn tự "Lục kinh". Linh Đế ưng thuận.
Thái Ung cùng các cộng sự kiên trì rà soát và điều chỉnh lại kinh sách, cuối cùng ra được văn bản chính thức để. Ung tự tay viết lên bia đá, mời thợ giỏi về khắc chữ. Công trình hoàn thành, các tấm bia đá được dựng ngoài cổng nhà Thái học. Nhiều kẻ sĩ các nơi tới xem và sao chép, có tới hàng ngàn cỗ xe đến làm đường phố kinh thành tắc nghẽn.

### Các bản kiến nghị
Thời Đông Hán thực hiện chế độ Tam hỗ, nghĩa là hai nhà thông gia của hai châu không được làm quan tại nơi cư trú của nhau. Do các nhà thế tộc có nhiều quan hệ họ hàng nên quy định này gây khó khăn cho việc bổ nhiệm quan chức, khiến một số nơi như U châu và Ký châu không đủ quan lại.
Thấy tình trạng đó, Thái Ung bèn làm sớ kiến nghị Hán Linh Đế bỏ chế độ Tam hỗ. Nhưng Hán Linh Đế không chấp thuận.
Ít lâu sau ông lại dâng lên Hán Linh Đế một kiến nghị khác để cải thiện tình hình chính trị đang xuống dốc khi đó. Kiến nghị của ông có 7 điểm:
1. Cẩn trọng giữ mình trong sạch
2. Bổ nhiệm rộng rãi người có tài đức,
3. Mở rộng ngôn luận cho bề tôi trung kiên được can gián, khen thưởng người dám nói thẳng
4. Tăng cường sát hạch quan lại
5. Xóa bỏ những kẻ tiểu nhân trong hàng ngũ bộ máy thống trị
6. Bổ nhiệm, bãi miễn quan lại phải dựa trên công trạng mà có thưởng phạt rõ ràng
7. Xem xét nhân sự những người trong cung thái tử, không dùng những người mạo nhận là "Tuyên lăng hiếu tử" không có thực tài, cho về quê làm ruộng

Kiến nghị của Thái Ung thống thiết dài vài ngàn chữ, được Linh Đế coi trọng. Linh Đế chuyển những người giúp việc cho Thái tử không có thực tài sang làm thái tử xá nhân vu úy - chức nhỏ ở địa phương. Vì việc này, nhiều người bị động chạm quyền lợi nên thù hằn Ung.
Năm 176, có nhiều điềm tai dị xảy ra, khiến vua Linh Đế lo lắng. Thời đó những điềm tai dị được xem là có liên hệ tới việc chính trị. Vì vậy, Linh Đế triệu Ung cùng các đại thần Mã Nhật Đê, Dương Tứ, Trường Hoa, Đan Cấu cùng hoạn quan Tào Tiết, Vương Phủ vào hỏi nguyên nhân. Linh Đế ban đặc chiếu cho ông, đề nghị kiến giải những chuyện tai dị vì ông là người có học thức sâu rộng. Thái Ung cảm động, tự mình soạn một bản tấu, thẳng thắn vạch ra những điểm chưa tốt của nền chính trị lúc đó, ông cho rằng do xây cất cung thất quá nhiều gây tốn kém, có nhiều tiểu nhân đắc chí làm quan lớn, tham nhũng nhiều; nên ông đề nghị bãi miễn những người này, bổ nhiệm người tài đức.

### Bị trả thù
Thái Ung biết bản kiến nghị của mình đụng chạm tới nhiều người, nên ông đề nghị Linh Đế giữ kín. Linh Đế xem xong thở dài, khiến hoạn quan Tào Tiết hầu cận để ý. Nhân lúc Linh Đế đi thay áo, Tào Tiết xem trộm rồi nói lại với những người cùng phe cánh. Do đó trong triều càng thêm nhiều người thù ghét Thái Ung.
Dương Cầu thù oán ông bèn chủ mưu cùng các hoạn quan làm hại ông. Ít lâu sau, hoạn quan Trình Hoàng sai người trình bản tấu kể tội Thái Ung đang có ý định cùng chú là Thái Chất muốn trả thù tư đồ Lưu Lân vì nhờ một việc riêng tư không được. Thái Ung dâng biểu phân trần nhưng không được chấp nhận, ông bị tống giam vì "kết oán với người làm việc công, hãm hại đại thần", chuẩn bị mang xử tử.
Việc khép tội Thái Ung khiến nhiều người không phục. Trung thường thị Lã Cường tâu Hán Linh Đế rằng Thái Ung vô tội và xin tha cho ông. Linh Đế xem lại án nhưng chỉ tha cho ông tội chết nhưng vẫn đày ông đi Sóc Phương ở biên cương phía bắc, vĩnh viễn không cho trở về.
Dương Cầu chủ mưu giết ông, bèn thuê thích khách đuổi theo để giết ông. Nhưng thích khách biết ông là người thẳng thắn chính trực nên không cam tâm hạ thủ. Dương Cầu thấy ý định không thành bèn hối lộ cho quan địa phương nhờ hãm hại ông, nhưng viên quan này cũng không làm theo, báo cho ông biết để đề phòng. Do được những người ngay thẳng giúp đỡ, Thái Ung giữ được tính mạng, đến sống tại An Dương, Sóc Phương.
Một thời gian sau, Thái Ung dâng thư lên Hán Linh Đế xin được trở về quê để viết nốt sách Hậu Hán ký mà trước đây khi ở Đông Quán ông đang cùng Lư Thực, Hàn Thuyết soạn chưa xong. Linh Đế thấy ông có tài, bèn nhân kỳ đại xá năm 177 cho ông được trở về quê.
Thái thú Vương Trí thấy ông được tha bèn bày tiệc đãi ông. Vương Trí vốn là em trai hoạn quan Vương Phủ trong triều, ngày thường kiêu ngạo, vì vậy Thái Ung coi thường. Vương Trí tức giận quát mắng Thái Ung, ông liền phẩy tay áo bỏ về.
Vương Trí bèn viết thư về triều nói rằng Thái Ung bất mãn trong lúc bị lưu đày, thường phỉ báng triều đình. Thái Ung biết mình đã gây thù oán với nhiều đại thần trong triều, không thể dâng thư biện bạch mà vẫn có thể bị bức hại, nên ông không trở về quê nữa mà đi sang vùng Ngô Việt (Triết Giang). Cuộc sống lưu lạc của Thái Ung kéo dài 12 năm.

## Thời Hán Hiến Đế
Năm 189, Hán Linh Đế mất, con là Hán Thiếu Đế lên thay. Đổng Trác vào triều cầm quyền, phế Thiếu Đế lập Hiến Đế. Để thu phục nhân tâm, Đổng Trác cho gọi Thái Ung về kinh phong chức. Thái Ung bị hại nhiều lần trên quan trường nên dâng sớ cáo ốm. Đổng Trác nổi giận hạ lệnh sẽ tru di cả họ Thái Ung, ép ông phải trở về. Thái Ung bèn trở về Lạc Dương.
Đổng Trác rất quý trọng Thái Ung, chỉ trong 3 ngày đã phong ông làm các chức Tế tửu, Thị ngự sử, Thượng thư, rồi Thị trung.
Sang năm 190, chư hầu do Viên Thiệu cầm đầu nổi lên thảo phạt Đổng Trác vì tội giết vua Thiếu Đế. Cùng lúc, thủ hạ của Đổng Trác muốn tôn Trác làm Thượng phụ. Đổng Trác bèn hỏi Thái Ung. Ông khuyên Đổng Trác chưa nên xưng hiệu vì thiên hạ đang rối ren không phục. Đổng Trác nghe theo ông.
Thái Ung biết Đổng Trác trọng dụng ông, nhưng họ Đổng tàn bạo chuyên quyền, mất lòng người, ông sẽ bị liên lụy khi Đổng Trác diệt vong. Vì vậy ông định bỏ trốn đến Ký châu. Nhưng em ông là Thái Cốc khuyên rằng ông có tướng mạo khác thường, rất dễ bị nhận diện. Vì vậy Thái Ung bèn thôi ý định bỏ trốn.
Đổng Trác bị chư hầu đánh bại phải mang triều đình bỏ chạy về Tràng An. Năm 192, Đổng Trác bị tư đồ Vương Doãn và tướng Lã Bố giết chết.
Mọi người đều hả hê vì cái chết của Đổng Trác, riêng Thái Ung lại tỏ ra buồn bã. Tư đồ Vương Doãn bèn sai bắt Thái Ung trị tội. Thái úy Mã Nhật Đê thấy vậy vội nói với Vương Doãn rằng Thái Ung là người có tư cách và tài năng, nên để ông sống để viết nốt sử nhà Hán. Nhưng Vương Doãn không đồng tình, dẫn gương Tư Mã Thiên viết Sử ký phỉ báng triều đình, vì vậy quyết không tha cho Thái Ung.
Ít lâu sau Thái Ung qua đời trong ngục. Ông là người sinh cùng năm và mất cùng năm với Đổng Trác, lúc đó 61 tuổi.
Một người học trò của ông là Cố Ung về sau trở thành thừa tướng nước Đông Ngô thời Tam Quốc.

## Trong Tam Quốc diễn nghĩa
Thái Ung được nhắc tới trong tiểu thuyết Tam Quốc diễn nghĩa của La Quán Trung rất ngắn trong hồi 9.
Cái chết của Thái Ung được đề cập khi ông chạy tới khóc bên xác Đổng Trác, do đó bị Vương Doãn bắt mang chém. Thái Ung xin được nhận hình phạt chặt chân để viết nốt sử nhà Hán nhưng không được Vương Doãn chấp nhận.